# Karkowo (powiat stargardzki)
Karkowo – wieś w Polsce położona w województwie zachodniopomorskim, w powiecie stargardzkim, w gminie Chociwel, na Pojezierzu Ińskim, położona 3 km na zachód od Chociwla (siedziby gminy) i 22 km na północny wschód od Stargardu (siedziby powiatu).
Nieopodal na północ wsi znajduje się jezioro o takiej samej nazwie Karkowo.
W latach 1945–54 siedziba gminy Kania. W latach 1975–1998 miejscowość położona była w województwie szczecińskim.
Do obszaru wsi należą dwa przysiółki: Radomyśl i Spławie.
21 grudnia 2012 Rada Miejska w Chociwlu ze względów przyrodniczych, naukowych i krajobrazowych ustanowiła nowy pomnik przyrody ożywionej na terenie wsi jakim jest drzewo z gatunku dąb szypułkowy o nazwie "Wedel". Drzewo to znajduje się na terenie leśnictwa Karkowo, natomiast nadzór nad nim sprawuje Nadleśniczy Nadleśnictwa Dobrzany.